# Markgrafschaft Neustrien
Unter dem Begriff Markgrafschaft Neustrien wurden 861 von Karl dem Kahlen zwei Markgrafschaften eingerichtet, um das Frankenreich gegen zum einen die Einfälle der Normannen zu schützen und zum anderen gegen die Bretonen. Dabei wurde der Name Neustrien wieder reaktiviert. Die Markgrafschaft gegen die Bretonen war dabei eine Neuauflage der Bretonischen Mark die schon einmal, wenn auch größtenteils andere Gebiete umfassend, von 753 bis 851 existierte.

## Liste der Markgrafen
| Markgrafschaft gegen die Normannen - 861–865: Adalhard, Udo von Neustrien und Berengar | Markgrafschaft gegen die Normannen - 861–865: Adalhard, Udo von Neustrien und Berengar | Markgrafschaft gegen die Bretonen - 861–866: Robert der Tapfere                                                                                         | Markgrafschaft gegen die Bretonen - 861–866: Robert der Tapfere                                                                                         |  |
| - 865–878: Gauzfrid, Graf des Maine - 878–885: Ragenold, Graf von Herbauges - 884–886: Heinrich aus der Familie der Popponen                                                                                          | - 865–878: Gauzfrid, Graf des Maine - 878–885: Ragenold, Graf von Herbauges - 884–886: Heinrich aus der Familie der Popponen                                                                                          | - 866–886: Hugo Abbas | - 866–886: Hugo Abbas |  |
| - 886–896: Berengar von Bayeux, Graf von Bayeux - 896–911: Es gibt die Vermutung, dass Robert Herr über beide Markgrafschaften wurde um die Thronanwartschaft seines Bruders zu stützen, „illustris comes el marchio“ | - 886–896: Berengar von Bayeux, Graf von Bayeux - 896–911: Es gibt die Vermutung, dass Robert Herr über beide Markgrafschaften wurde um die Thronanwartschaft seines Bruders zu stützen, „illustris comes el marchio“ | - 886–888: Odo von Paris († 898), frz. König ab 888 - 888–922: Robert, betraut durch seinen Bruder den neuen König von Frankreich, als demarchus ab 911 | - 886–888: Odo von Paris († 898), frz. König ab 888 - 888–922: Robert, betraut durch seinen Bruder den neuen König von Frankreich, als demarchus ab 911 |  |
| | Graf der zwei Marken - 911–922: Robert († 923), König Frankreichs ab 922 - 922–956: Hugo der Große - 960–987: Hugo Capet († 996), König von Frankreich ab 987                                                         | | |  |